# Monreal (Masbate)
Monreal é um município de  quarta classe de renda municipal (d) na província Masbate, nas Filipinas. De acordo com o censo de 1 de maio  de  2020 possui uma população de 25 164 pessoas e 5 502 domicílios.